# Werner Leimgruber
Werner Leimgruber (Bazel, 2 september 1934 – 2 januari 2025) was een Zwitserse voetballer die speelde als verdediger.

## Carrière
Leimgruber speelde gedurende zijn hele carrière voor FC Zürich. Hij werd landskampioen in 1963, 1966 en 1968 en won de beker in 1966.
Hij speelde tien interlands voor Zwitserland, hij nam met zijn land deel aan het WK 1966 in Engeland.
Leimgruber overleed op 2 januari 2025 op 90-jarige leeftijd.

## Erelijst
- Zwitsers landskampioen: 1963, 1966, 1968
- Zwitserse voetbalbeker: 1966